# Velillas del Duque
Velillas del Duque es una localidad de la provincia de Palencia (Castilla y León, España) que pertenece al municipio de Quintanilla de Onsoña.

## Historia
Cerca de la localidad, el pago de Tras Castillo hace intuir la existencia, en el pasado, de una fortificación.
La localidad debe su "apellido" del Duque a que durante largo tiempo fue pueblo de señorío del Duque del Infantado.
Velillas del Duque pertenece a los llamados Veinticinco lugares de Saldaña desde tiempo inmemorial.
En 1573, Pedro de Valabarca, oficial de cantería, recibió pagos de la iglesia de Santiago de Velillas de Duque por hacer una obra en la sacristía.
A la caída del Antiguo Régimen la localidad se constituye en municipio constitucional, cocido entonces como Valilla del Duque y que en el censo de 1842 contaba con 9 hogares y 47 vecinos, para posteriormente integrarse en Quintanilla de Onsoña.
Está documentado clérigo de nombre Domingo Simón, clérigo de Velillas del Duque.

## Geografía
En la comarca palentina de la Vega-Valdavia, a tan solo 6 km de Saldaña, su núcleo de población más importante, en la carretera P-240 que une Osorno con Saldaña.
Al otro lado del pueblo, y a un kilómetro escaso, las aguas del Río Carrión en su margen izquierda delimitan su territorio y le proporcionan también su grado de riqueza.
El casco urbano se encuentra rodeado por eras, huertos y tierras de labor.
La localidad está situada a menos de un kilómetro del bosque de ribera.

## Demografía
Evolución de la población en el siglo XXI
| Gráfica de evolución demográfica de Velillas del Duque entre 2000 y 2020 |
|                                                                          |
| Población de derecho (2000-2020) según el padrón municipal del INE       |

## Cultura

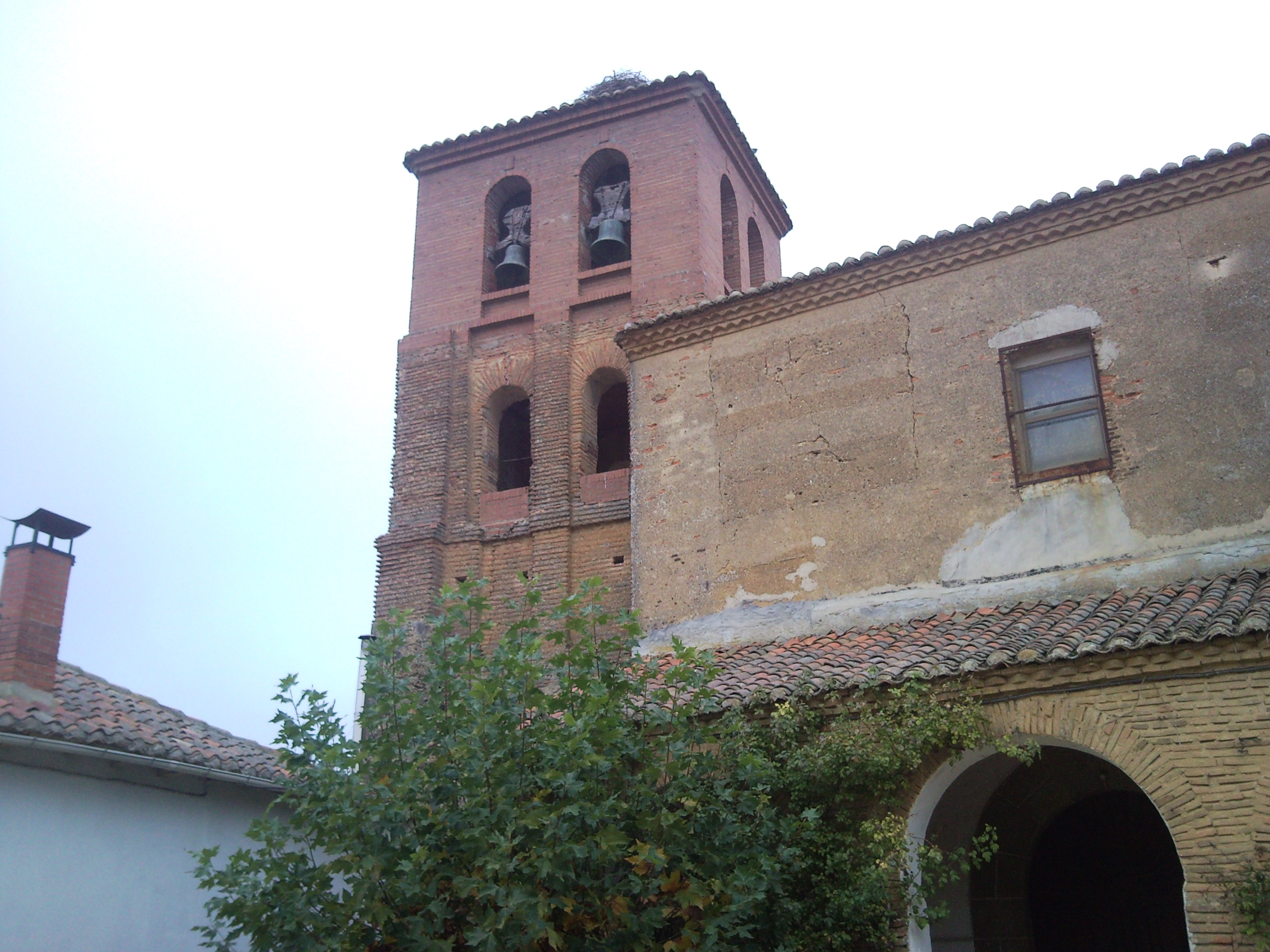
Iglesia de Santiago Apóstol.

Destaca sobre todo la Iglesia de Santiago Apóstol, de estilo neoclásico y construida en ladrillo y mampostería. Data del siglo XVI y fue recientemente restaurada. Posee un pórtico de entrada donde sobresale una portada de arco de medio punto. La iglesia consta de una nave central con crucero y cubierta de bóveda de arista, destacando en su parte delantera el Retablo Mayor o del presbiterio y otros dos laterales: Uno en el lado del Evangelio y otro en el de la Epístola.

## Fiestas
El 23 de mayo, o en su defecto el fin de semana más próximo a esta fecha, se festeja a Santiago Apóstol, su patrono, con cultos religiosos, verbenas y juegos tradicionales.
En el mes de agosto, coincidiendo con la presencia de un importante número de gente en el pueblo, se celebra la Fiesta del Verano.

## Personalidades
Augusto Sarmiento (1941), teólogo, catedrático, sacerdote y autor de numerosos estudios teológicos. 
J. Javier Terán (1955) Desde el año 2003, articulista-colaborador semanal del periódico local "Diario Palentino". Ver también su Blog: http://jjavteran.blogspot.com.es/